# Rineloricaria isaaci
Rineloricaria isaaci är en fiskart som beskrevs av Juan Manuel Rodriguez och Miquelarena 2008. Rineloricaria isaaci ingår i släktet Rineloricaria och familjen Loricariidae. Inga underarter finns listade i Catalogue of Life.